# Kerr-Linse
Die Bildung einer Kerr-Linse (nach John Kerr) ist ein Effekt der nichtlinearen Optik und beruht auf dem Kerr-Effekt.

## Erklärung
Hängt in einem nichtlinearen Medium der Brechungsindex {\displaystyle n} linear von der Intensität {\displaystyle I} des Lichtes ab, so gilt (Kerr-Effekt):
{\displaystyle n(I)=n_{0}+n_{2}\cdot I}
mit
- {\displaystyle n_{0}}: Brechungsindex bei Abwesenheit von Licht
- {\displaystyle n_{2}}: Kerr-Koeffizient.

Fällt nun ein Laserstrahl hoher Intensität, dessen Strahlprofil in der Mitte am stärksten ist, auf das Medium, so ist die Phasenänderung an dieser Stelle entsprechend dem Brechungsindex am höchsten, während sie in den Randbereichen kleiner ist. Für positives {\displaystyle n_{2}} führt dies zu Selbstfokussierung, für negatives {\displaystyle n_{2}} zu Selbstdefokussierung.

## Beispiel: Gauß'scher Strahl
Ist das Strahlprofil gaußförmig, lässt sich für das Medium eine Brennweite {\displaystyle f} angeben:
{\displaystyle f={\frac {\pi }{8}}\cdot {\frac {w^{4}}{n_{2}\cdot d\cdot P}}}
mit
- {\displaystyle w}: Strahlradius
- {\displaystyle d}: Dicke des Mediums
- {\displaystyle P}: Leistung des Lasers.

## Anwendung
Die Kerr-Linse im Titan-Saphir-Laser sorgt für den stabilen Ultrakurzpuls-Betrieb. Mit Linsen wird das Licht im Resonator gezielt so aufgeweitet, dass nur die von der Kerrlinse fokussierten ultrakurzen Pulse mit hoher Intensität verlustfrei von Endspiegel zu Endspiegel reflektiert werden. Die cw-Anteile werden dagegen aufgeweitet und erfahren dadurch höhere Verluste, weshalb sich die Pulse im Resonator durchsetzen.